# Gaetano Maria Giuseppe Benedetto Placido Vincenzo Trigona e Parisi
Gaetano Maria Giuseppe Benedetto Placido Vincenzo Trigona e Parisi, italijanski rimskokatoliški duhovnik, škof in kardinal, * 2. junij 1767, Sicilija, † 5. julij 1837.

## Življenjepis
18. junija 1791 je prejel duhovniško posvečenje.
21. decembra 1818 je bil imenovan za škofa Caltagirona in 24. januarja 1819 je prejel škofovsko posvečenje.
15. aprila 1833 je bil imenovan za nadškofa Palerma.
23. junija 1834 je bil povzdignjen v kardinala.